# Il laboratorio di Dexter
Il laboratorio di Dexter (Dexter's Laboratory) è una serie animata statunitense ideata da Genndy Tartakovsky.
Segue le avventure di Dexter, un bambino genio e inventore con un laboratorio nascosto nella sua stanza che tiene segreto ai suoi genitori. È costantemente in contrasto con sua sorella maggiore Dee Dee, che accede al suo laboratorio senza permesso, inavvertitamente sventando i suoi esperimenti. Dexter ha un'aspra rivalità con un altro bambino intelligente di nome Mandark, suo vicino di casa e compagno di classe.
La serie è stata trasmessa per la prima volta negli Stati Uniti su Cartoon Network dal 27 aprile 1996 al 20 novembre 2003, per un totale di 78 episodi (e 220 segmenti) ripartiti su quattro stagioni. In Italia la serie è stata trasmessa dal 5 aprile 1997 su TELE+1 all'interno di Telepiù Bambini, dal 5 settembre 1998 su Cartoon Network e dal 27 giugno 1999 su Italia 1 (con un nuovo doppiaggio e adattamento, con la sigla cantata da Cristina D'Avena).
Il laboratorio di Dexter ha vinto tre Annie Award, con nomination per quattro Primetime Emmy Award, quattro Golden Reel Award e altri nove Annie Award.

## Trama
Il protagonista del cartone è Dexter, un bambino di 8 anni dall'intelligenza superiore alla media. Espertissimo in fisica e informatica, è riuscito a costruire un laboratorio scientifico segreto (non ha avvisato i genitori di questa sua invenzione), ubicato vicino alla sua cameretta. Dexter è in perenne contrasto con la sorella maggiore Dee Dee, la protagonista femminile del cartone, che è curiosa, pestifera e sicuramente molto meno intelligente rispetto al fratellino, che riesce sempre ad entrare nel laboratorio nonostante esso sia protetto da password e codici d'accesso complicatissimi, oltreché da numerosi dispositivi di sicurezza (per aprire la porta bisogna sollevare un libro particolare dalla biblioteca di Dexter). In certi episodi, Dee Dee viene considerata la damigella in pericolo, che attende che qualcuno la salvi, principalmente Dexter. Dee Dee è alta, magra, con braccia e gambe lunghe, nonché piedi enormi, con i capelli biondi, lunghi fino alle spalle, legati in due code, e occhi azzurri.
Il maggior rivale di Dexter è Mandark, antagonista principale dello show, il cui vero nome sarebbe Susan, altro genio precocissimo che però utilizza in modo maligno le sue scoperte. Mandark era dotato di un laboratorio molto più tecnologicamente avanzato rispetto a quello di Dexter: tuttavia, Dee Dee lo ha distrutto (seppur involontariamente, mentre stava ballando) ma egli non se l'è presa, poiché non potrebbe mai essere arrabbiato con la ragazza di cui è innamorato.
Il lato comico dello show animato sta nel contrasto tra Dexter, "secchione" (o, per meglio dire, nerd) sempre intento a studiare, e la sorella maggiore Dee Dee, che pensa solo a divertirsi. Ovviamente, la vita sociale dei due personaggi è altamente stereotipata: mentre Dexter non ha amici, non pratica sport e non ha successo con le ragazze, Dee Dee è circondata da amiche (in particolare Mee Mee e Lee Lee) e non ha nessun problema nell'attività fisica, che anzi pratica volentieri (soprattutto la danza classica e il nuoto sincronizzato).
Nelle prime due stagioni della serie erano presenti altri due segmenti: Supermito Scimmia, basato sulla scimmia domestica di Dexter nei panni di un supereroe, e Gli amici della giustizia, un trio di supereroi che convivono in un appartamento.
Nel 1999, venne realizzato uno speciale sul cartone chiamato Il laboratorio di Dexter - Viaggio nel futuro, che narrava lo scontro di Dexter e Mandark quando essi sono già diventati adulti.

## Episodi
| Stagione         | Episodi | Prima TV USA | Prima TV Italia |
| ---------------- | ------- | ------------ | --------------- |
| Prima stagione   | 13      | 1996-1997    | 1997            |
| Seconda stagione | 39      | 1997-1998    | 1997-1999       |
| Terza stagione   | 13      | 2001-2002    | 2001-2002       |
| Quarta stagione  | 13      | 2002-2003    | 2003-2004       |

## Personaggi

### Personaggi principali

Dexter e Dee Dee che corrono nella sigla

- Dexter (stagioni 1-4), voce originale di Christine Cavanaugh (st. 1-2) e Candi Milo (st. 3-4), italiana di Ilaria Stagni (primo doppiaggio, st. 1-2) e Federica Valenti (ridoppiaggio e st. 2-4).
Il protagonista della serie, un genio precoce. Ha 8 anni, i capelli rossi, gli occhiali spessi, grandi quanto metà del suo volto e veste sempre con un camice bianco da scienziato, guanti viola e stivaletti neri: è infatti talmente basso da non aver bisogno dei pantaloni. Nella versione originale parla con un accento particolare, simile a quello utilizzato in Germania e in Europa orientale: secondo alcuni questo è un tributo al suo "mito", Albert Einstein, dato che nessuno dei suoi parenti tranne lo zio materno O' Riley parlano un dialetto particolare. Considera spesso sua sorella maggiore Dee Dee una sciocca intellettualmente inferiore e incapace di fare qualcosa di sensato, che non pensa prima di agire. In una puntata, riesce a diventare l'aiutante del suo idolo Major Glory e utilizza quindi lo pseudonimo di "Dexstar"; i bulli della scuola, invece, lo chiamano "Dorkster" (da "dork", modo molto brutale di dire "idiota, incapace"). In diversi episodi Dexter dimostra, in modo implicito, di voler davvero bene a Dee Dee, soprattutto quando riceve utili consigli da lei o deve salvarla in momenti di pericolo. Nonostante critichi spesso la sorella maggiore per quello che fa di sbagliato o per essere troppo curiosa e invadente, in qualche modo Dexter riesce a trovare un momento adatto per fare pace con lei. Il suo acerrimo nemico è Mandark, con cui è perennemente in lotta per poter divenire il miglior scienziato che il mondo ricordi.
- Dee Dee (stagioni 1-4), voce originale di Allison Moore (st. 1, 3) Kathryn Cressida (st. 2, 4), italiana di Gemma Donati (primo doppiaggio, st. 1-2), Jasmine Laurenti e Alessandra Karpoff (ridoppiaggio e st. 2-4).
 È la sorella di Dexter nonché protagonista femminile della serie; ha 10 anni, i capelli biondi lunghi fino alle spalle, è magra, alta, ha gambe e braccia lunghe, piedi enormi, e occhi azzurri. Indossa spesso un minuscolo tutù rosa, lunghe calze bianche ed enormi scarpe da ballo rosa. È un po' svampita, ama il ballo, le bambole, i pony, unicorni e i pegasus; inoltre, le sue due migliori amiche, Mee Mee e Lee Lee, hanno la sua altezza e i suoi stessi interessi. Quando entra nel laboratorio di Dexter (di cui è l'unica in famiglia a sapere dell' esistenza) pronuncia sempre la sua frase-tormentone: "Ooooh! Che succede se premo questo bottone?", a cui fa seguito l'effettiva pressione sul tasto, che in genere ha effetti esplosivi. Dexter, nonostante abbia un rapporto di amore/odio verso Dee Dee a causa dell'indole eccessivamente curiosa, invadente e distruttiva di quest'ultima, in realtà le vuole molto bene, anche se non glielo dice direttamente, si preoccupa per il suo benessere e non esiterebbe due volte a salvarla quando le accade qualcosa o è in pericolo. Anche se non lo dà a vedere, Dee Dee dimostra in certe puntate di essere più saggia di Dexter e dà a volte utili consigli al fratellino. Solitamente Dee Dee porta i capelli legati in due code, e quando dorme li porta sciolti. Lei è inoltre la ragazza di cui il malvagio Mandark è innamorato, non ricambiato.
- Mamma (stagioni 1-4), voce originale di Kath Soucie, italiana di Elda Olivieri.
Madre di Dexter e Dee Dee, ha i capelli arancioni, lunghi fino alle spalle, è misofoba ed è una maniaca del pulito e dell'igiene. Indossa sempre un paio di guanti di gomma gialli. In un episodio, Dexter usa la penna che aveva creato sulla mamma per controllarle la mente. Casalinga dalla perspicacia non eccelsa, crede che il figlio sia ancora un neonato e lo tratta di conseguenza, pur avendo un'importanza non marginale sul suo carattere; è innamoratissima di suo marito, che bacia e coccola in continuazione. In un episodio aiuta Dexter a salvare il mondo e in quell'occasione, come in altri due episodi, viene a conoscenza dell'esistenza del laboratorio. In questa puntata diventa anche più consapevole dell'intelletto del figlio. Alla fine di questa missione Dexter sarà costretto a cancellarle la memoria, altrimenti i suoi genitori gli impedirebbero di usare il laboratorio, poiché lo considerano un lattante.
- Papà (stagioni 1-4), voce originale di Jeff Bennett, italiana di Riccardo Peroni.
Padre di Dexter e Dee Dee, ha i capelli biondi, porta gli occhiali e ha un carattere decisamente infantile; Dexter non conosce il lavoro del padre fino all'episodio Quel mito di papà, dove scopre che è un famoso stunt-rider. Come la moglie, non è stato in grado di comprendere l'intelligenza del figlio e anzi ha sempre avuto un rapporto privilegiato con Dee Dee, che infatti lo adora. Pur essendo abbastanza ignorante, è molto ricco e dal carattere gentile, soprattutto con i vecchi amici che hanno avuto meno fortuna di lui. Nell'episodio in cui la madre di Dexter salva il mondo, anche lui partecipa e, come la consorte, perde infine la memoria.
- Susan "Mandark" Astronomonov (stagioni 1-4), voce originale di Eddie Deezen, italiana di Corrado Conforti (primo doppiaggio, st. 1-2) e Cinzia Massironi (ridoppiaggio e st. 2-4).
Rivale dichiarato di Dexter e antagonista principale della serie, ha il suo stesso quoziente intellettivo, la sua stessa età, frequenta la sua stessa classe e ha anch'egli un laboratorio, seppur inferiore a quello del nemico (in passato, prima della cattiva "incursione" di Dee Dee, avveniva l'esatto contrario). I suoi genitori sono hippie e lo hanno chiamato "Susan Astronomonov" anche se lui preferisce essere chiamato Mandark. È innamorato follemente della sorella maggiore di Dexter, Dee Dee. Ha una sorella minore, di nome Olga Astronomonov (ma preferisce essere chiamata La-la Vava), che è fisicamente simile a Dexter: il fatto curioso è che egli, invece, è alto praticamente quanto Dee Dee. In rari casi Mandark e Dexter si alleano e addirittura in un episodio i due, durante una gara di scienze, salvano Dee Dee da un mostro gelatinoso verde creato da Mandark per battere Dexter. La sua perenne ossessione è sconfiggere Dexter per diventare il miglior scienziato al mondo.

### Personaggi ricorrenti
- Narratore (stagioni 1-4), voce originale di Tom Kenny, italiana di Maurizio Trombini.
- Scimmia (stagioni 1-4), voce originale di Frank Welker, italiana di Paolo Torrisi (ep. 77).
Assistente di Dexter, è una piccola scimmietta dotata di superpoteri che spesso risolve le intricate situazioni del padrone. Il personaggio ha avuto un tale successo tra i giovanissimi che è nato un cartone animato in cui è protagonista, Supermito Scimmia (Dial M for Monkey). Quando fa il supereroe, Scimmia ha come aiutante l'agente Honeydew, che è anche la sua fidanzata.
- Computer (stagioni 1-4), voce originale di Kath Soucie.
Il grande computer parlante e aiutante di Dexter, programmato con una voce femminile.
- Windbear e Oceanbird (stagioni 3-4), voci originali di Jeff Bennett e Kath Soucie, italiana di Diego Sabre (Windbear).
Genitori hippie di Mandark e La-La Vava, così come quelli di Dexter non si sono resi conto dell'arguzia del figlio, il suo amore per la scienza e Dee Dee e lo chiamano sempre Susan. In un solo episodio si rivela una scontrosità tra il padre di Dexter e quello di Mandark. Appaiono solo nella terza e quarta stagione.
- La-La Vava (stagioni 1), voce originale di Eddie Deezen, italiana di Daniela Fava.
Sorella minore di Mandark, si chiama Olga ma si è data un soprannome come il fratello; è la migliore amica di Dee Dee, anche se all'inizio erano rivali. Non è mai comparsa all'infuori della prima stagione, dato che appare nell'episodio "Dee Dee's Rival".
- Mr. Losinsky (stagioni 1-4), voce originale di Frank Welker, italiana di Mino Caprio (primo doppiaggio, st. 1-2).
Il maestro di Dexter, è molto saggio ed è riuscito ad intuire le impressionanti capacità dell'alunno.
- Douglas E. Mordecai III (stagioni 1-4), voce originale di Tom Kenny, italiana di Cinzia Massironi, Marcella Silvestri e Davide Garbolino.
Compagno di classe di Dexter, è l'unico bambino che il protagonista non giudica troppo infantile per stare con lui. È un geek e, di conseguenza, eccelle in informatica.
- Robot (stagioni 1-4).
Assistenti di Dexter creati da lui stesso per la manutenzione del laboratorio. I due principali tipi di robot, chiamati Robotron e Robo-Dexo 2000, furono un giorno liberati dal loro padrone: non ebbero comunque il tempo di godersi il loro nuovo status, dato che furono schiacciati da un'automobile in corsa.
- Mee Mee e Lee Lee (stagioni 1-2), voce originale di Kath Soucie e Kimberly Brooks.
Migliori amiche di Dee Dee, a cui fanno spesso visita. La loro descrizione è praticamente identica a quella dell'amica, tranne che per il colore della pelle: Mee Mee è afroamericana, Lee Lee è di origini asiatiche, presumibilmente giapponese, cinese o coreana. A parte questo, entrambe sono molto carine e condividono con Dee Dee la passione per gli unicorni e i giochi da bambine. Appaiono solo nella prima e seconda stagione.
- Pony Puff Princess (stagioni 2-3).
Bambolotto preferito da Dee Dee, rappresenta un unicorno ed è una parodia di My Little Pony.
- Koosalagoopagoop (stagioni 2-4), voce originale di Dom DeLuise, italiana di Pietro Ubaldi.
Drago immaginario nato dalla mente di Dee Dee. Tale personaggio è comparso anche in altri cartoni (come le Superchicche) ed è la parodia di Barney il Dinosauro.
- Action Hank (stagioni 1-4), voce originale di Michael Armstrong, Kevin Michael Richardson e John Garry.
Barbuto e muscoloso supereroe televisivo di origini afroamericane, parodia di G.I. Joe e del pupazzo Action Man, è molto stimato da Dexter.
- Major Glory (stagioni 1-4), voce originale di Rob Paulsen, italiana di Roberto Pedicini (primo doppiaggio, st. 1-2) e Claudio Moneta (ridoppiaggio e st. 2-4).
Altro supereroe, rappresenta lo stereotipo dell'americano moderno fortemente nazionalista e patriottico, pronto a definire "grandi imprese" azioni di modesta importanza come far scendere un gatto dall'albero. È la parodia di Superman e di Capitan America. Insieme a Krunk e Van Hallen è anche protagonista di uno spin off della serie chiamato Gli amici della giustizia (Justice Friends), il cui nome sembra un riferimento alla Justice League della DC.
- Krunk (stagioni 1-4), voce originale di Frank Welker, italiana di Graziano Galoforo.
Un eroe viola tutto muscoli, ma un po' pasticcione. Chiara ed evidente parodia di Hulk.
- Val Hallen (stagioni 1-4), voce originale di Tom Kenny, italiana di Stefano Mondini (primo doppiaggio, st. 1-2) e Diego Sabre (ridoppiaggio e st. 2-4).
Un altro supereroe, è un vanitoso chitarrista che riesce a sbarazzarsi dei malfattori con la sua magica chitarra, in grado di creare onde sonore che distruggono ogni cosa. È un evidente riferimento ad Eddie Van Halen ed è anche la parodia di Thor, eroe della serie a fumetti della Marvel.
- Agente Honeydew (stagioni 1-4), voce originale di Kath Soucie e Paula Tiso, italiana di Emanuela Pacotto.
La splendida Honeydew è l'assistente e fidanzata di Scimmia, mentre è impegnato a fare il supereroe.
- Nonno O'Reilly (stagioni 3), voce originale di Christine Cavanaugh, italiana di Paolo Torrisi.
Il nonno materno di Dexter e intelligente quanto lui; in una puntata ha creato l'energia libera, un'invenzione che Dexter cercava di creare da tempo, ma non viene notato dal nipote. Molto simile a Dexter anziano.

## Produzione

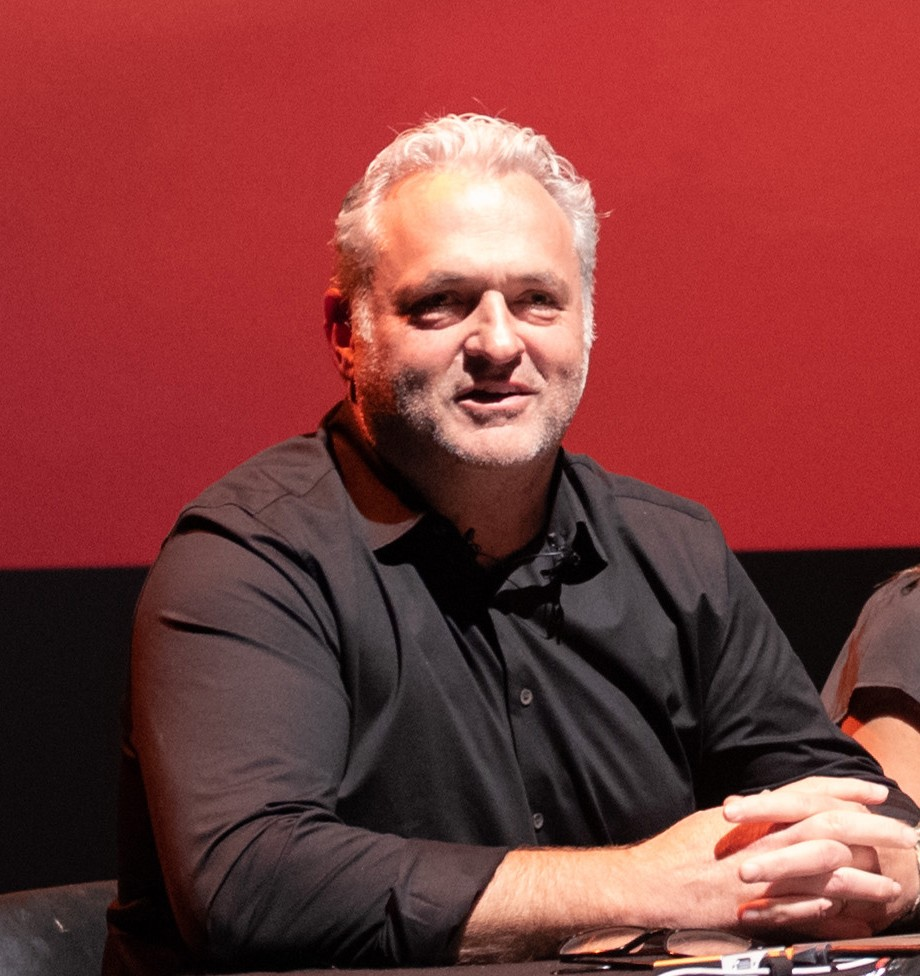
Genndy Tartakovsky, creatore della serie

Dopo essersi trasferito al California Institute of the Arts nel 1990 per studiare animazione, Genndy Tartakovsky ha scritto, diretto, animato e prodotto due cortometraggi studenteschi, uno dei quali faceva da precursore all'episodio pilota Changes de Il Laboratorio di Dexter. Descritto come un test a matita dalla durata di due minuti e mezzo, il cortometraggio è stato incluso in una proiezione universitaria per i produttori di Batman, che sono rimasti colpiti dal lavoro di Tartakovsky, decidendo di assumerlo.
Successivamente, Tartakovskij si è unito al team di produzione di 2 cani stupidi. Molti dei suoi collaboratori in questa serie come Craig McCracken, Rob Renzetti, Paul Rudish e Lou Romano sono stati suoi compagni di classe alla Cal Arts e continuarono a collaborare con lui ne Il laboratorio di Dexter. Mentre lavorara per The Critic, Tartakovskij è stato contattato da Larry Huber, produttore di 2 cani stupidi, che, dopo aver mostrato il corto originale all'allora nascente Cartoon Network, gli ha chiesto di svilupparlo in uno storyboard di 7 minuti.
Insoddisfatto della sua posizione in The Critic, Tartakovskij ha accettato la proposta di Huber, sviluppando l'episodio pilota Cambiamenti come parte della serie di cortometraggi World Première Toons di Cartoon Network, dove è stato trasmesso il 26 febbraio 1995. Gli spettatori di tutto il mondo hanno votato i loro cartoni animati preferiti del World Première Toons attraverso linee telefoniche, siti web, focus group e promozioni per i consumatori, portando Il laboratorio di Dexter a guadagnarsi il primo posto dei 16 corti proposti.
Dopo aver contribuito nel cortometraggio de Le Superchicche di McCracken, Tartakovskij ha iniziato a produrre un secondo cortometraggio per Il laboratorio di Dexter, intitolato La grande sorella. Nell'agosto 1995, Turner Broadcasting System ha ordinato sei mezze ore de Il laboratorio di Dexter, con l'inclusione dei segmenti di Supermito Scimmia.

### Controversie
L'episodio della prima stagione (1996) Il compleanno, del segmento Supermito Scimmia, è stato rimosso dalle trasmissioni successive e dalle edizioni in DVD della serie, per due motivi. Il primo era la presenza di un personaggio, Silver Spooner (una parodia di Silver Surfer), che rappresentava lo stereotipo della persona omosessuale. Il secondo riguarda una scena dove il personaggio di Krunk sembra diventare ubriaco, ha una sbornia, e vomita fuori campo.

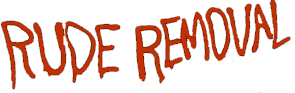
Il titolo del controverso episodio

Cartoon Network si rifiutò di mandare in onda l'episodio Rude Removal (che può essere tradotto sia come "Rimozione della volgarità" che come "Rimozione scortese"), a causa del turpiloquio in esso presente. Nella puntata, Dexter crea un macchinario per rimuovere la maleducazione da sua sorella maggiore Dee Dee, ma entrambi finiscono nel macchinario e questo genera due loro cloni dagli atteggiamenti altamente maleducati e grezzi. Nell'episodio sono presenti tredici parolacce, censurate ogni volta che vengono pronunciate (dodici sono dette dai cloni, mentre una viene detta dal vero Dexter alla fine dell'episodio), e nei titoli di testa si vedono persino Dee Dee alzare il dito medio e Dexter mostrare il fondoschiena scoperto. L'episodio non fu mai trasmesso in televisione, ed è stato visionato solamente all'interno di convention di animazione, tra cui il San Diego Comic-Con. Il 22 gennaio 2013 l'episodio è stato caricato sul sito ufficiale di Adult Swim senza censure.

## Distribuzione
In Italia la prima stagione è stata trasmessa su TELE+1, all'interno del programma contenitore Telepiù Bambini, dal 5 aprile 1997 ed è stata replicata su Cartoon Network dal 5 settembre 1998.
In seguito, con un nuovo doppiaggio e la sigla cantata da Cristina D'Avena, la prima e la seconda stagione sono state trasmesse su Italia 1 dal 27 giugno 1999; la terza e la quarta stagione, invece, sono state trasmesse su Cartoon Network rispettivamente dall'11 marzo 2002 e dal 2004. L'intera serie è stata replicata su Boing da marzo 2005.

### Trasmissione internazionale
- 27 aprile 1996 negli Stati Uniti d'America su Cartoon Network;
- 1996 in Canada su YTV;
- 1996 nel Regno Unito;
- 5 aprile 1997 in Italia su TELE+1;[1]
- 7 giugno 1998 in Germania su ProSieben;[24]
- 5 settembre 1999 in Francia su France 3;
- 2002 in Indonesia su Trans TV;

### Edizioni home video
Il laboratorio di Dexter è apparso per la prima volta nei media home video su tre nastri VHS dal 2000 al 2001. Gli episodi non erano stati ufficialmente distribuiti prima di questo, ad eccezione della possibilità di vincere la serie completa in DVD come premio di un concorso nel 1999. La Warner Bros. ha dichiarato in un'intervista del 2006 di star negoziando con Cartoon Network per la distribuzione di alcune raccolte di cartoni animati in DVD, incluso Il laboratorio di Dexter. Madman Entertainment ha rilasciato la prima stagione e parte della seconda nella regione 4 nel 2008. Una versione della prima stagione per la regione 1 è stata rilasciata dalla Warner Home Video il 12 ottobre 2010. È stata la terza uscita ufficiale di un Cartoon Cartoons su DVD sotto l'etichetta "Cartoon Network Hall of Fame".
Ogni episodio, ad eccezione del film televisivo Il laboratorio di Dexter - Viaggio nel futuro e dell'episodio bandito Rude Removal, è diventato disponibile su iTunes nel 2010. Rude Removal è diventato successivamente disponibile sul canale YouTube ufficiale di Adult Swim il 22 gennaio 2013, tuttavia è stato impedito che venisse rilasciato su qualsiasi media home video per le sue oscenità. Il laboratorio di Dexter è stato pubblicato in precedenza su Hulu ed è attualmente disponibile su HBO Max e Prime Video a partire da gennaio 2023. Cartoon Network Racing, un videogioco per PlayStation 2 del 2006, contiene gli episodi Il rivale e La gara di scienze come extra sbloccabili.
In Italia alcuni episodi della seconda stagione sono stati pubblicati per VideoNow nel 2005. Il primo volume contiene gli episodi Robot alla riscossa, Alieni dispettosi e In viaggio tra le stelle. Un secondo volume contiene gli episodi Alla scoperta del piccolo Dexter, Un grosso dispetto e Un pappagallino chiacchierone.

## Altri media

### Lungometraggi
Un film televisivo intitolato Il laboratorio di Dexter - Viaggio nel futuro è stato trasmesso negli Stati Uniti su Cartoon Network il 10 dicembre 1999 e in Italia su Boing il 22 giugno 2008 e su Cartoon Network il 13 luglio 2008. Prodotto da Hanna-Barbera Cartoons, il film segue Dexter mentre viaggia nel tempo e incontra versioni futuristiche di se stesso e del suo rivale Mandark. Segna il debutto alla regia del creatore Genndy Tartakovsky ed è stato prodotto originariamente come conclusione alla serie.

### Videogiochi
Sono stati distribuiti sei videogiochi basati sulla serie: Dexter's Laboratory: Robot Rampage per Game Boy Color, Chess Challenge e Deesaster Strikes! per Game Boy Advance, Mandark's Lab? per PlayStation, Dexter's Laboratory: Science Ain't Fair per PC e Dexter's Laboratory: Security Alert! per telefoni cellulari.
Simile a Battle Chess, Chess Challenge è un videogioco di scacchi che attiva animazioni di battaglia ogni volta che si verifica una mossa di sorpasso. Ogni cattura è accompagnata dalle sequenze ambientate nella casa di Dexter che raffigurano la sconfitta del pezzo. Il completamento dei puzzle sblocca alcune modalità di gioco, inclusa una modalità per due giocatori.
Un videogioco d'azione in stile combattimento de Il laboratorio di Dexter per PlayStation 2 e GameCube doveva essere sviluppato da N-Space, pubblicato da BAM! Entertainment e distribuito in Europa da Acclaim Entertainment nel 2004, tuttavia è stato cancellato. Il 15 febbraio 2005, Midway Games ha annunciato l'intenzione di sviluppare e produrre un nuovo videogioco de Il laboratorio di Dexter per più console, ma non è mai stato pubblicato.
I personaggi di Dexter, Mandark, Dee Dee, il computer di Dexter e Major Glory, così come oggetti, aree e invenzioni sono presenti nel MMORPG FusionFall. Inoltre sono presenti in Cartoon Network Racing e Cartoon Network: Pugni a volontà. Quest'ultimo presenta diversi doppiatori della serie originale.